# دوايت باريش
دوايت باريش (بالإنجليزية: Dwight Parrish)‏ هو لاعب هوكي الجليد أمريكي، ولد في 6 أبريل 1972 في ساوثفيلد في الولايات المتحدة.

## وصلات خارجية
- دوايت باريش على موقع دوري الهوكي الوطني (الإنجليزية)
- دوايت باريش على موقع HockeyDB.com (الإنجليزية)